# Srha
Srha (Dactylis) je rod trav, tedy z čeledi lipnicovitých (Poaceae). Jedná se o vytrvalé byliny. Jsou většinou hustě trsnaté, někdy vytváří krátké výběžky. Stébla jsou dvouřízně zploštělá, někdy i přes 1 m vysoká, barva listů a stébel za živa je sytě zelená až sivozelená. Listy jsou ploché, na vnější straně listu se při bázi nachází jazýček. Květy jsou v kláscích, které tvoří latu, klásky jsou strboulovitě nahloučené na koncích větví laty. Klásky jsou zboku smáčklé, zpravidla vícekvěté (nejčastěji 2-5 květů). Na bázi klásku jsou 2 plevy, které jsou nestejné nebo stejné, hrotité až krátce osinaté. Pluchy jsou krátce osinaté, na kýlu drsné až brvité. Plušky jsou kratší než pluchy, dvoukýlné. Plodem je obilka, která je okoralá. Na světě se vyskytuje 1-5 druhů (záleží na taxonomickém pojetí), hlavně v mírném pásu Evropy a Asie, adventivně i jinde.

## Druhy rostoucí v Česku
V České republice rostou 1-3 druhy z rodu srha, záleží na taxonomickém pojetí. Významným lučním druhem, často i do kulturních luk přisévaným je srha laločnatá (srha říznačka) (Dactylis glomerata). V listnatých lesích nižších poloh roste srha hajní (s. mnohomanželná) (Dactylis polygama, syn. D. aschersoniana), která byla v minulosti udávána někdy jako poddruh srhy laločnaté. Ve světlých lesích a křovinách od pahorkatin až do hor roste srha laločnatá slovenská (Dactylis glomerata subsp. slovenica). Taxonomická hodnota není zcela jasná, někteří autoři taxon udávají jako samostatný druh srha slovenská (Dactylis slovenica), jiní taxon naprosto neuznávají.